# M. Z. Thomas
M. Z. Thomas (* 19. června 1915, Frauenburg, Východní Prusko, nyní Frombork v Polsku), vlastním jménem Thomas Michael Zottmann, je německý psychoterapeut, spisovatel, autor knih pro mládež, populárně naučných knih, rozhlasových her a televizních scénářů.

## Život
Thomas Michael Zottmann působil jako dětský psychoterapeut a poté v Grunwaldu jako spisovatel na volné noze. Je autorem mnoha knih pro děti a mládež a odborných publikací, které psal především od sedmdesátých let 20. století. Kromě toho psal rozhlasové hry a televizní scénáře a mimo jiné napsal v šedesátých letech německé dialogy pro synchronní dabing anglického televizního seriálu The Saint (1962–1969) s Rogerem Moorem v hlavní roli.

## Dílo

### Beletrie a knihy pro mládež
- Hasel weiß sich zu helfen (1952)
- Hasels Heidesommer (1953)
- Ich und die großen Tiere vom Film (1954)
- Brüder sind nicht mit Geld zu bezahlen (1955)
- Ich und das Fernsehen (1955)
- Ihr gab Natur ein kühnes Herz (1955),
- Das frechste Mädchen der Welt ((1956), Nejzlobivější holka na světě)
- Schwestern schenkt der liebe Gott (1956)
- Draußen wartet das Abenteuer (1957)
- Alexander v. Humboldt erforscht die Welt (1952, Alexander von Humboldt zkoumá svět), česky jako Za obzorem čeká svět, dobrodružný román, zachycující životní osudy světoznámého německého přírodovědce a cestovatele Alexandra von Humboldta
- Fünkchen und Peter (1957)
- Stefan und sein bester Freund (1959, Stefan a jeho nejlepší přítel)
- Die Leute mit den grünen Kindern (1960)
- Nein, diese Mädchen! (1960)
- Unser großer Freund Albert Schweitzer (1960, Náš velký přítel Albert Schweitzer)
- Marco Polo und die Söhne des Himmels (1963, Marco Polo a synové nebes)
- Drei pfiffige Brüder (1965, Tři chytří bratři)
- Sonni aus dem Wilden Westen (1966)
- D-Zug nach München (1968)
- Geburtstag mit Überraschungen (1969)
- Meine Puppe fliegt nach Tirol (1970, Moje panenka letí do Tirol)
- Durch die Hölle gejagt (1971)
- Lancer. Eine Chance Für Jonny (1971)
- Achtung, Aufnahme! (1972)
- Aufbruch aus dem Schatten (1972)
- Der Engel, der alles mitnahm (1973)
- Ausgerechnet immer ich (1976)
- Die unglaublichen Abenteuer des jungen Alexander (1976, Neuvěřitelná dobrodružství mladého Alexandra)
- Wölfe heulen am Indianerpaß (1977)

### Odborné a polárně naučné knihy
- Unser Kind (1965, Naše dítě)
- Der schönste Name für unser Kind (1966, Nejkrásnější jméno pro naše dítě)
- Unser Kind ist da (1966)
- Unser Kind ist unterwegs (1966)
- Unser Kind zwischen 8 und 15 Jahren (1967)
- Die ersten 5 Jahre (1972, Prvních pět let)
- 6 bis 10 (1973)
- Unfälle müssen nicht sein (1973, Nehody nemusí být)
- Herz und Kreislauf, leistungsfähig bis ins hohe Alter (1975, Srdce a krevní oběh)
- Verdauung ohne Probleme (1975, Trávení bez problémů)
- Gesund aus eigener Kraft (1976)
- Gute Nerven behalten (1976)
- Heilen mit Ozon (1976)
- Verblüffende Rekorde der Ägypter (1977)
- Verblüffende Rekorde der Chinesen (1977)
- Verblüffende Rekorde der Griechen (1978)
- Verblüffende Rekorde der Römer (1978)
- Gesund durch Ozon und Sauerstoff (1984)

## Česká vydání
- Za obzorem čeká svět, Albatros, Praha 1969, přeložil František Gel